# 凶宅清潔師
《凶宅清潔師》，（英語：Ghost Cleansing Ltd，中国内地剧名《清洁师》），是香港電視廣播有限公司及「勞詩動眾」媒體製作公司合拍的短篇驚慄靈異玄學懸疑劇，由洪永城、傅嘉莉及鄭俊弘領銜主演，並由李成昌、C君、歐陽偉豪、杜燕歌及韓馬利聯合演出。
此劇為第三套myTV SUPER與TVB Anywhere有份投資的作品，是TVB OTT原創劇集。此劇是TVB攜手創無限節目博覽2022十四部劇集之一，亦是TVB New Wings Limited第九部推出的劇集。
此劇於2021年12月8日在myTV Gold及TVB Anywhere點播專區搶先看全套上架。台灣OTT平台LiTV 線上影視同步播出，於2022年8月6日起逢星期六在無綫電視J2晚間22:30-23:30時段播出。

## 播出時間
| 頻道               | 所在地               | 播映日期      | 播出時間／備註          |
| ------------------ | -------------------- | ------------- | ----------------------- |
| myTV Gold點播區    | 香港                 | 2021年12月8日 | 每週三更新四集          |
| TVB Anywhere點播區 | TVB Anywhere服務地區 | 2021年12月8日 | 每週三更新四集          |
| J2                 | 香港                 | 2022年8月6日  | 逢星期六晚上10:30-11:30 |
| 翡翠台             | 马来西亚             | 2023年2月25日 | 逢星期六晚上11:30-12:30 |

## 演員

### 主要演員
| 演員           | 角色   | 暱稱／關係 |
| 邵展鵬（少年） | 招日晨 | 招仔 凶宅清潔師 招俊鵬之子 尹月平徒弟 程子昕之好友，后为其男友 十八年前為預知考試題目而與洪逸曦玩碟仙，結果間接導致父母死亡 |
| 洪永城         | 招日晨 | 招仔 凶宅清潔師 招俊鵬之子 尹月平徒弟 程子昕之好友，后为其男友 十八年前為預知考試題目而與洪逸曦玩碟仙，結果間接導致父母死亡 |
| 盧峻峯（少年） | 尹月平 | 法師 歐陽暉師兄 尹天朗之父 招日晨之師父 本為善惡分明，不求名利之輩，但因為對兒子生死的執著而自毁人生 雖反對以鬼魂之力以達私利，唯只能以練鬼之術吸取他人陽氣用以"醫治"兒子，實只能保存兒子軀體 十八年前借驅魔之名在招日晨家中放惡鬼吸收招日晨父親之陽氣，但因惡鬼突然失控間接引致招日晨父母死亡的慘劇 于第13集被捕入狱 |
| 李成昌         | 尹月平 | 法師 歐陽暉師兄 尹天朗之父 招日晨之師父 本為善惡分明，不求名利之輩，但因為對兒子生死的執著而自毁人生 雖反對以鬼魂之力以達私利，唯只能以練鬼之術吸取他人陽氣用以"醫治"兒子，實只能保存兒子軀體 十八年前借驅魔之名在招日晨家中放惡鬼吸收招日晨父親之陽氣，但因惡鬼突然失控間接引致招日晨父母死亡的慘劇 于第13集被捕入狱 |
| 傅嘉莉         | 程子昕 | Yanny、小美 網台主播 招日晨之好友，后为其女友 不相信鬼魂存在，認為所有法師皆為騙徒 為吸引觀眾而拍攝靈探影片，但亦希望藉此拍攝法師醜態，令觀眾認為世上沒鬼魂存在，于第9集相信有鬼 於第3集登場 |
| 劉頌鵬（少年） | 洪逸曦 | 洪仔 凶宅清潔師 茂坪大廈替假管理員 十八年前為預知考試題目而與招日晨玩碟仙，及後被疑似鬼魂附身的招俊鵬襲擊，因過度恐慌而患上創傷症候群 |
| 鄭俊弘         | 洪逸曦 | 洪仔 凶宅清潔師 茂坪大廈替假管理員 十八年前為預知考試題目而與招日晨玩碟仙，及後被疑似鬼魂附身的招俊鵬襲擊，因過度恐慌而患上創傷症候群 |
| Ｃ 君          | 常 旭  | Joe 「常威地產」老闆兼地產經紀 委託招日晨清理凶宅鬼魂 |
| 羅永健（少年） | 歐陽暉 | 法師 尹月平之師弟 洪逸曦師傅 以鬼魂之力助富豪達成目的，故不獲師兄尹月平認同而關係疏離 於第3集登場 |
| 歐陽偉豪       | 歐陽暉 | 法師 尹月平之師弟 洪逸曦師傅 以鬼魂之力助富豪達成目的，故不獲師兄尹月平認同而關係疏離 於第3集登場 |

### 其他演員
| 演員     | 角色        | 暱稱／關係 |
| 杜燕歌   | 昌 哥       | 程子昕之父 於第11集發現尹天朗之屍體後被尹月平追逐致其被車撞致重傷昏迷，後甦醒                                  |
| 韓馬利   | 昌 嫂       | 程子昕之母 |
| 張達倫   | 招俊鵬      | 招日晨、招卓楠之父 疑於鬼上身後扼殺妻子滕潔玲並傷害年少時的招日晨及洪逸曦 與到場營救的尹月平扭打失足墮樓身亡   |
| 阮政峰   | 盧偉恒      | Sunny 程子昕之拍檔，Hanna之男友，負責攝影及剪接 於第3集登場                                                    |
| 羅浩銘   | Billy       | 柔道教練 |
| 陳榮峻   |             | 洪逸曦之父 經營古董店二十多年                                                                                  |
| 吳香倫   |             | 洪逸曦之母 |
| 倪嘉雯   | 琪 琪       | 學生 茂坪大廈住客 被鬼魂附身後企圖跳樓，後被招日晨及洪逸曦所救                                                 |
| 方紹聰   | 陳永青      | Michael 歐陽暉之助手 自稱歐陽暉之徒弟，但從未跟隨其學法 於茂坪大廈流放鬼魂以謀求利益 於第3集登場               |
| 古佩玲   | 招卓楠      | Summer 學生 招俊鵬、曉華之女 招日晨同父異母之妹 于第10集被Ringo袭击受伤                                        |
| 李梓謙   | 尹天朗      | 尹月平之子 患有胰臟癌，在醫生無計可施情況下被尹月平帶回家治療，不久后去世，后被尹月平用练鬼方式帮其续命        |
| 森 美    | 羅 曌       | |
| 威廉陳   | 夏弘智      | 智叔 茂坪大廈管理員                                                                                            |
| 吳卓衡   | Ringo       | 學生 招卓楠之男友 于第10集送碟仙走时，不小心将玩碟仙的碟打碎，后被鬼附身，并企图掐死程子昕，但最终被招日晨救回 |
| 李紹堅   | Carlos      | 學生 于第9集玩碟仙时见鬼，在逃跑时被车撞伤                                                                     |
| 呂靜文   | Hanna       | 學生，Sunny之女友                                                                                              |
| 梁芷珮   | 曉 華       | 招俊鵬之外遇對象 在招俊鵬死後多次再婚 招卓楠之母                                                               |
| 王虹茵   | 黃小姐      | 茂坪大廈3A單位租客                                                                                             |
| 沈可欣   | 滕潔玲      | 招俊鵬之妻 懷疑丈夫招俊鵬有外遇，因而招請尹月平回家驅除狐仙 於十八年前被鬼附身的招俊鵬掐死                     |
| 朱凱婷   |             | 尹月平之前妻，與其不和                                                                                         |
| 張秀文   | 歐陽倩心    | 尹月平、歐陽暉之師傅 歐陽暉之姊                                                                                |
| 曾慧雲   | 馬師奶      | （第1集） |
| 施焯日   |             | 兒子（第1集）                                                                                                  |
| 祝文君   |             | 女鬼（第1集）                                                                                                  |
| 蕭文諾   | 軒 仔       | 在浴室被鬼嚇到後因頭部受撞擊而死（第1集）                                                                      |
| 文虢希   | 軒 仔（鬼） | 害死軒仔的鬼魂 因惹怒招日晨而被施虐，招將之收服後化成黑水石超渡（第1集）                                       |
| 余秀玲   | 軒 媽       | 軒仔之母（第1集）                                                                                              |
| 周麗欣   |             | 心理醫生 洪逸曦之主診醫生（第2、10集）                                                                         |
| 李漫芬   |             | 師奶（第2集）                                                                                                  |
| 陳永昌   | 朱 總       | （第3集） |
| 李芷晴   | 朱 太       | （第3集） |
| 關偉倫   |             | 客人（第3集）                                                                                                  |
| 蔡菀庭   |             | 女鬼（第3集）                                                                                                  |
| 張詩欣   |             | 黃小姐之同事（第3集）                                                                                          |
| 蘇麗明   |             | 琪琪之母（第4集）                                                                                              |
| 林可悅   |             | 花旦女鬼（第5集）                                                                                              |
| 徐 浩    |             | 有錢仔（第7集）                                                                                                |
| 林慧君   |             | 女伴（第7集）                                                                                                  |
| 秦啟維   |             | 曉華之夫 招卓楠之後父（第8－9集）                                                                              |
| 司徒偉傑 |             | 惡鬼（第8集）                                                                                                  |
| 彭翔翎   |             | 妓女（第9－11集）                                                                                              |
| 楊晞翹   |             | 碟仙小女鬼（第9、11－12集）                                                                                    |
| 何偉業   |             | 的士司機（第12集）                                                                                             |

## 製作
- 2021年5月7日：此劇首日拍攝。
- 2021年6月21日：此劇進行拜神儀式。
- 2021年7月4日：全劇拍攝完成。
- 2021年12月7日：此劇舉行記者會。[7]

## 獎項
| 年份 | 頒獎典禮             | 獎項名稱           | 入圍者                                     | 結果     |
| 2023 | 萬千星輝頒獎典禮2022 | 最佳劇集           | 《凶宅清潔師》                             | 提名     |
| 2023 | 萬千星輝頒獎典禮2022 | 最佳男主角         | 洪永城                                     | 提名     |
| 2023 | 萬千星輝頒獎典禮2022 | 最佳男主角         | 鄭俊弘                                     | 提名     |
| 2023 | 萬千星輝頒獎典禮2022 | 最佳女主角         | 傅嘉莉                                     | 提名     |
| 2023 | 萬千星輝頒獎典禮2022 | 最受歡迎電視男角色 | 招日晨（洪永城 飾）                        | 最後五強 |
| 2023 | 萬千星輝頒獎典禮2022 | 最受歡迎電視男角色 | 洪逸曦（鄭俊弘 飾）                        | 提名     |
| 2023 | 萬千星輝頒獎典禮2022 | 最受歡迎電視男角色 | 尹月平（李成昌 飾）                        | 提名     |
| 2023 | 萬千星輝頒獎典禮2022 | 最受歡迎電視女角色 | 程子昕（傅嘉莉 飾）                        | 提名     |
| 2023 | 萬千星輝頒獎典禮2022 | 最佳男配角         | 李成昌                                     | 最後五強 |
| 2023 | 萬千星輝頒獎典禮2022 | 最受歡迎電視歌曲   | 眾生頌（主唱：Little by little兒童合唱團） | 提名     |
| 2023 | 萬千星輝頒獎典禮2022 | 最受歡迎電視歌曲   | 所有回憶都是潮濕的（主唱：咖啡因公園）     | 提名     |

## 外部連結
- 《凶宅清潔師》北美TVB網上串流平台 免費點播！ （页面存档备份，存于）
- 《凶宅清潔師》最新消息 - Instagram
- 《凶宅清潔師》拍攝跟蹤 - TVB 劇集情報社 （页面存档备份，存于）
- 《凶宅清潔師》洪永城、C君首當監製 炮製暗黑靈異劇 - TVB Weekly （页面存档备份，存于）
- 豆瓣电影上《凶宅清潔師》的資料 （简体中文）